# Centrolene altitudinale
Centrolene altitudinale (Rivero, 1968) è un anfibio anuro appartenente alla famiglia Centrolenidae endemico del Venezuela. Abita nelle foreste tropicali e subtropicali umide e nelle foreste montane prossime ai fiumi comprese fra i 1975 e i 2400 metri di altitudine.